# 백일하
양영준 (본명: 양영준, 1985년 12월 8일 ~ )는 대한민국의 음반제작자 겸 작사가이다. 2010년에 음악시장에 데뷔하였으며, 현재 음반제작 전문회사인 '2%엔터테인먼트'의 대표 겸 총괄 프로듀서를 역임하고 있으며, 2013년에 녹음스튜디오인 2%스튜디오를 추가 설립하고, 2016년에는 컨텐츠 유통사업영역을 확장하였다. 소속된 팀으로는 작곡가팀인 '2%'와 '영웅K'에 소속되어 있으며 소속가수로는 벤티, 이결, 케미, 리제, 진안, 나란, 갈프로젝트, 달보드레 등 다양하고 왕성한 활동을 하고 있다.'

## 학력
- 서울사근초등학교 졸업
- 용곡중학교 졸업
- 대원고등학교 졸업

## 경력
- 2016년 3월 대진대학교 컨서바토리 실용음악학과 교수 역임
- 2015년 7월 (주)해피페이스 엔터테인먼트 온라인사업부 본부장 역임
- 2015년 6월 컨텐츠 유통사업부 설립
- 2014년 1월 2%엔터테인먼트 설립
- 2013년 4월 Hee엔터테인먼트 총괄이사 및 대표 프로듀서 역임
- 2010년 5월 2%스튜디오 설립
- 2009년 9월 KCA한국실용예술원 제작본부 본부장 역임

## 음반프로듀싱

### 대표작품
- 《은가은 - 비 오는 이런날에》 (2015년)
- 《제이세라 - 해줄래요》 (2015년)
- 《제이세라 - 벚꽃 내린 봄날에》 (2015년)
- 《제이세라 - 전화해줘요》 (2015년)
- 《벤티 - 그 쪽》 (2015년)
- 《차니스 - sesese》 (2014년)
- 《다이아트리 - 난 아직 니가 필요해》 (2014년)

### 제작참여 음반
- 《은가은 - 비 오는 이런날에》 (2015년)
- 《리제 - 그때 같아》 (2015년)
- 《벤티 - Taecha》 (2015년)
- 《진안 - 어디든》 (2015년)
- 《갈프로젝트 - 이별하는 날》 (2015년)
- 《케미 - 오늘 밤》 (2015년)
- 《갈프로젝트 - 나의 라임 널 만난지 오렌지나무》 (2015년)
- 《리제 - 미치게 섹시해》 (2015년)
- 《케미 - 예뻐》 (2015년)
- 《벤티 - 디스코투나잇》 (2015년)
- 《제이세라 - 해줄래요》 (2015년)
- 《제이세라 - 벚꽃 내린 봄날에》 (2015년)
- 《제이세라 - 전화해줘요》 (2015년)
- 《제이세라 - 또 너야》 (2015년)
- 《벤티 - 그 쪽》 (2015년)
- 《리제 - 엘리제를 위하여》 (2015년)
- 《추가열,갈프로젝트 - Let me in》 (2015년)
- 《케미 - 사랑미수》 (2015년)
- 《차니스 - sesese》 (2014년)
- 《다이아트리 - 헤어질걸 알기에》 (2014년)
- 《다이아트리 - 그남자 그여자》 (2014년)
- 《다이아트리 - 난 아직 니가 필요해》 (2014년)
- 《하민 - 그 자리 그 곳에》 (2014년)
- 《케미 - 이 밤》 (2014년)
- 《스틸곽 - 차도남》 (2014년)
- 《갈프로젝트 - 부킹협주곡 G단조 줄리아나 아리아》 (2014년)
- 《Color - The Yellow》 (2013년)
- 《하람 - 4 Round KO》 (2012년)
- 《연창민 - 엑시터시》 (2011년)
- 《연창민 - 싸이코패스》 (2011년)

## 수상 내역
- 2000년 서울시교육청 서울학생상